# Evan Gorga
Evan Gorga, de son vrai nom Evangelista Gennaro Gorga  est un ténor italien, né à Broccostella le 6 février 1865 et mort à Rome le 5 décembre 1957. 

## Biographie

### Carrière de chanteur lyrique
Issu d'une famille aristocratique, Evangelista Gennaro Gorga grandit à Rome où il fréquente l'Istituto Tecnico Francesco Saverio de Mérode. C'est durant sa scolarité qu'il développe son goût pour le chant. Il assiste régulièrement aux spectacles lyriques donnés au Teatro Apollo de la Tor di Nona. 
Il gagne d'abord sa vie comme accordeur de piano dans le magasin de son frère et comme pianiste accompagnateur lors des fêtes données à la cour royale. 
Il connaît une brève et fulgurante carrière de tenor qui culmine en 1896 : le 1er février de cette année, il interprète le rôle du poète Rodolfo lors de la première mondiale de l'opéra La Bohème de Puccini, créé à Turin. Il abandonne cependant la scène peu de temps après, probablement en raison de problème de cœur. 

### Le collectionneur
Evan Gorga se consacre alors à l'autre passion qu'il nourrit depuis l'adolescence : la collection. Il rassemble une importante collection d'instruments de musique qu'il expose, par séries typologiques dans ses appartements. La collection est achetée par l'État italien au cours des années 1950 et forme aujourd'hui le noyau du Musée national des instruments de musique de Rome.
Outre des instruments de musiques, Evan Gorga a également cherché à rassembler tous les objets pouvant documenter la civilisation humaine. Ses milliers de fragments d'objets les plus divers sont aujourd'hui conservés dans les musées nationaux romains, et notamment au Palais Altemps. 